# Bloc Litvín
El Bloc Litvín (ucraïnès Блок Литвина, abans Народний блок Литвина) és una aliança política d'Ucraïna d'ideologia agrarista i centrista, dirigida per Volodímir Litvín.

## Eleccions de 2006
Es va formar de cara a les eleccions al Parlament d'Ucraïna de 2006 i era format per:
- Partit Popular (Народна Партія)
- Partit Panucraïnès de l'Esquerra "Justícia" (Партія Всеукраїнського Об'єднання Лівих "Справедливість")
- Partit Democràtic Camperol d'Ucraïna (Українська Селянська Демократична Партія)

A les eleccions, però, només va obtenir el 2,44% dels vots i cap escó, la qual cosa va ser una de les sorpreses de les eleccions. Dins les seves llistes ocuparen càrrecs destacats:
| # | Nom              | Anterior posició                       |
| - | ---------------- | -------------------------------------- |
| 1 | Volodímir Litvín | Portaveu de la Rada Suprema            |
| 2 | Sofia Rotaru     | Cantant                                |
| 3 | Leonid Kadenyuk  | Astronauta                             |
| 4 | Valeriy Smoliy   | Cap de l'Institut d'Història d'Ucraïna |
| 5 | Vasyl Maliarenko | Cap de la Cort Suprema d'Ucraïna       |

## Eleccions de 2007

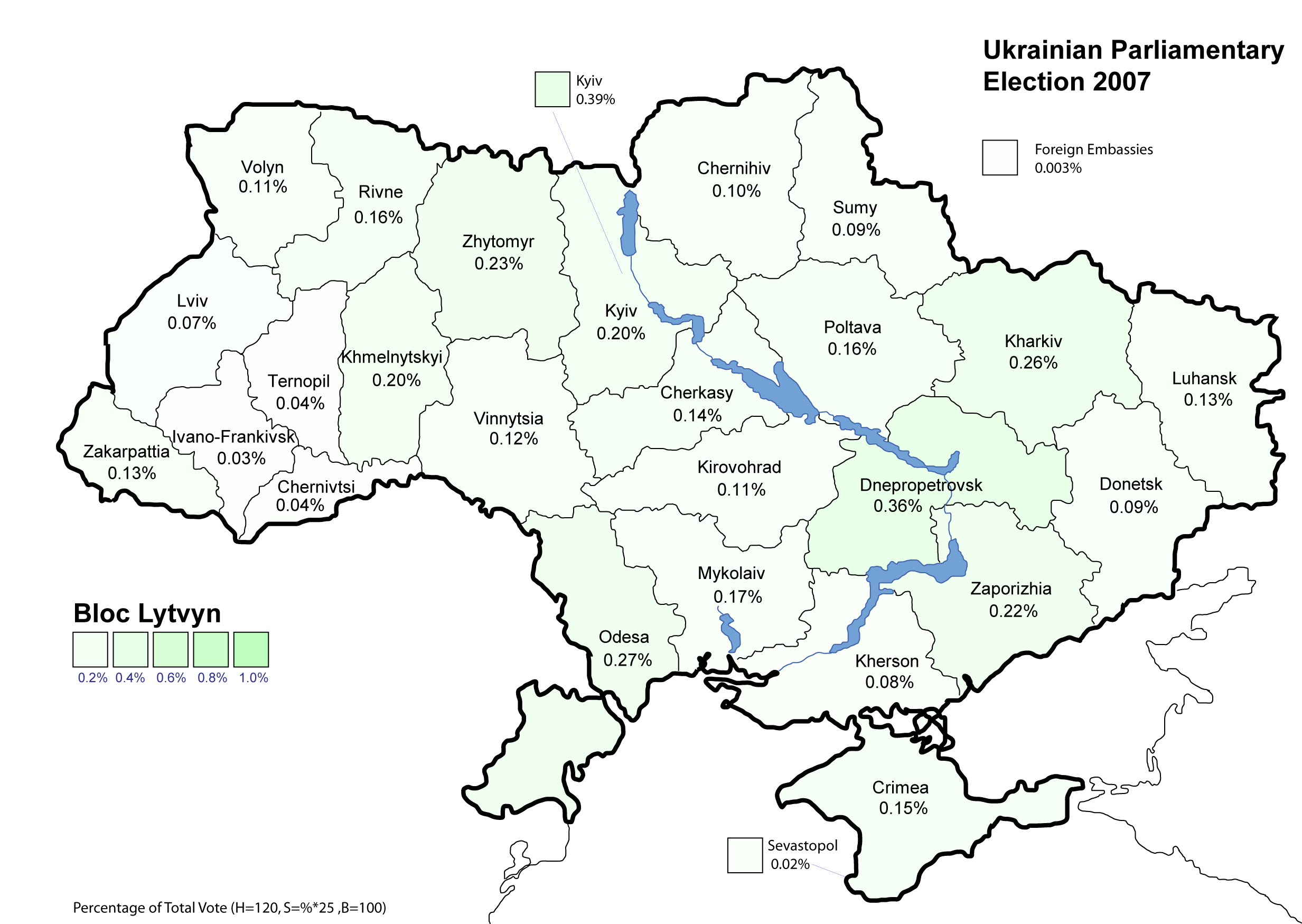
Resultats del Bloc Litvín a les eleccions de 2007

A les eleccions al Parlament d'Ucraïna de 2007 es presentà novament, però aquesta vegada amb els partits:
- Partit Popular
- Partit del Treball d'Ucraïna

El Bloc va obtenir el 3,96% dels vots, cosa que el situava en el cinquè lloc, després del Partit Comunista d'Ucraïna i del Bloc la Nostra Ucraïna-Autodefensa Popular i guanyà 20 dels 450 escons.
Després de la crisi política d'Ucraïna de 2008 el Bloc Litvín es va unir a la coalició governant. El 16 de desembre de 2008 es va formar un govern que representés la majoria dels 245 seients de la Rada Suprema, entre el Bloc Litvín, el Bloc Iúlia Timoixenko i el Bloc la Nostra Ucraïna-Autodefensa Popular.